# Insenatura di Carroll (Antartide)
L'insenatura di Carroll è un'insenatura larga circa 11 km e lunga 74, situata sulla costa di English, nella parte sud-occidentale della Terra di Palmer, in Antartide. Sita in particolare nella parte più occidentale della costa di English, l'insenatura costituisce il ramo nord-occidentale dello stretto di Stange e si insinua tra la penisola Rydberg, il cui capo costituisce l'estremità occidentale della costa di English, a ovest, l'isola Smyley, a est, e l'isola Case, a sud, risultando chiusa, a ovest, dal ghiaccio che ricopre la superficie dello stretto di Stange; inoltre, sulla sua costa meridionale fluisce il flusso glaciale Berg, tra l'estremità sud-orientale della penisola Rydberg e il nunatak Espenschied, andando ad alimentare la banchisa presente su buona parte dell'insenatura.

## Storia
L'insenatura di Carroll è stata scoperta durante da alcuni membri del Programma Antartico degli Stati Uniti d'America il 22 dicembre 1940, durante un volo di ricognizione; tuttavia, essa è stata mappata nel dettaglio dallo United States Geological Survey solo in seguito, grazie a fotografie aeree scattate dalla marina militare statunitense tra il 1961 e il 1966, ed è stata così battezzata dal Comitato consultivo dei nomi antartici in onore di Arthur J. Carroll, un fotografo che partecipò a diverse ricognizioni aeree partite dalla Base Est.